# Samuel Spiro
Samuel Spiro fue un marino griego que luchó al servicio de la escuadra patriota durante la Guerra de Independencia de la Argentina.

## Biografía
Pedro Samuel Spiro nació en la isla de Hidra, Grecia, a fines del siglo XVIII. Con su hermano Miguel Teodoro Spiro emigró a la ciudad de Buenos Aires, entonces capital del Virreinato del Río de la Plata.
Al estallar la Revolución de Mayo de 1810 se puso al servicio de la causa patriota.
Como patrón del Bote de Estado N.º 2, también conocido como Bote Corsario N.º  2, desde fines de 1813 prestó servicios como corsario contra la escuadrilla realista de Montevideo que controlaba el Río de la Plata y sus afluentes, armando al bote con 2 esmeriles y sumando soldados a la tripulación de 10 marineros
El 13 de noviembre de 1813 contando con 20 hombres entre tripulantes y tropa, armados sólo con 6 fusiles, una pistola y 4 machetes, apresó la balandra corsario española San José y Ánimas.
En la noche del 8 al 9 de enero de 1814 junto al Bote de Estado N.º 1 al mando de su hermano Miguel Teodoro Spiro participó de la operación de captura de los faluchos de guerra San Luis y San Martín comandada por Benjamín Franklin Seaver por lo que fue recomendado por el capitán de puerto Martín Jacobo Thompson por su valiente acción, proponiendo que fuera dado de alta como oficial de la armada revolucionaria y que recibiera el mando de una de esas presas.
En el mes de febrero, a poco de iniciarse la Campaña Naval de 1814, el gobierno reconoció a Spiro el grado de subteniente de marina. 
Al mando de la Nuestra Señora del Carmen se destacó señeramente en el combate y asalto de la isla Martín García, ocupada por los realistas. El 10 de marzo de 1814 el comandante de la escuadra Guillermo Brown enfrentó en aguas de Martín García a la flota del capitán español Jacinto de Romarate. Durante la acción la Hércules, nave capitana de Brown, varó y quedó a merced del fuego enemigo y fue abandonada por sus consortes excepto por la pequeña Carmen de Spiro que avanzó para proteger a su barco insignia.

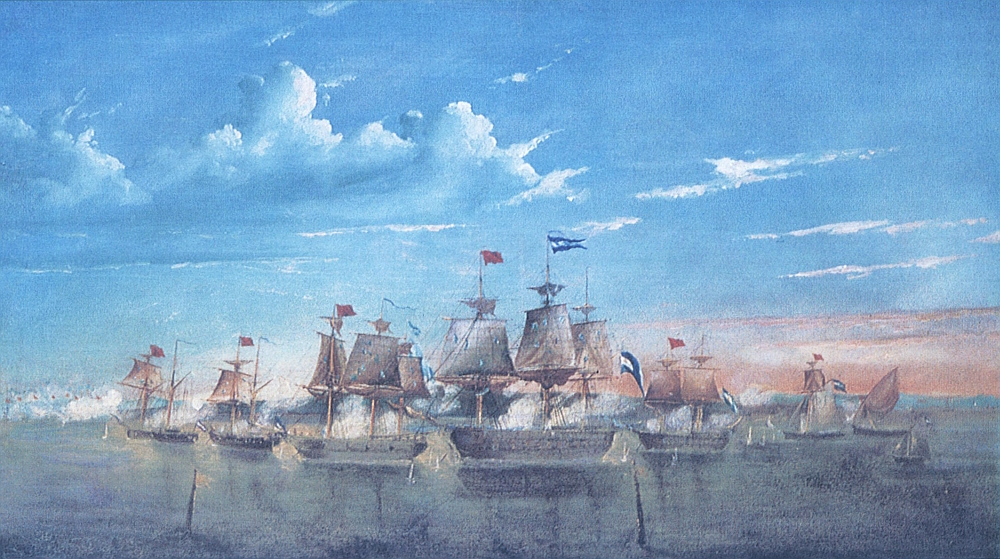
Combate de Martín García (1814).

Ocupada la isla el 14 de marzo, la flota de Romarate se replegó a aguas del río Uruguay y se estacionó en Arroyo de la China, cerca de Fray Bentos. Brown envió una pequeña flotilla encabezada por Tomás Nother con instrucciones de hostilizar y bloquear a los realistas, obstaculizando su reunión con el grueso de la escuadra de Montevideo.
El 28 de marzo Nother se encontró con los realistas y pese a sus instrucciones y a la superioridad de poder de fuego y de posición de su adversario se lanzó al ataque. En el Combate de Arroyo de la China la Carmen, con 44 tripulantes de los cuales 15 eran negros africanos juramentados con Spiro a morir antes que regresar a la esclavitud entró a popa de la escuadra de Romarate acoderada en la ribera. Parte de su tripulación se arrojó al agua para dar la idea de un naufragio y poder capturar o volar el Belén, barco insignia de Romarate. Pero la maniobra fracasó al crecer el río por el cambio de viento y mientras que la escolta de Romarate retiraba a su capitán en bote a la costa la Carmen sufrió un intenso fuego enemigo.
Tras más de tres horas de fuego, al virar por redondo, la Carmen quedó varada y a merced del fuego enemigo. Sus compañeras, la cañonera América y la sumaca Trinidad, ya casi sin arboladura, se ubicaron para impedir que el enemigo la abordara con sus lanchas. En ese momento, "prontos ya para mandarles los botes a auxiliarla de la varadura vimos con asombro volar el buque en fragmentos".
Romarate relataría en su parte que "El fuego duró hasta las 15:30 en que la balandra llamada del Sapo por un cañonazo de a 18 del Belén voló y desapareció en el humo".
El testimonio de Seguí acerca de los relatos de los sobrevivientes y su misma supervivencia niegan la versión de Romarate, probablemente honesta dado que el navío estaría bajo fuego al momento de su explosión. No obstante, tampoco confirman las versiones que Spiro se inmoló con su buque por propia decisión, lo que no resta en nada a su valor.
Martín Jacobo Thompson diría de él que: "De los extranjeros que han estado a sueldo del estado, Pedro Samuel Espiro es de los que más se han distinguido. La toma del falucho de guerra San Martín sobre Islas de Hornos al abordaje con el bote N.º 2 con pérdida de trece hombres y el oficial Bañuelos comandante de dicho falucho, eternamente le harán honor: él estuvo al costado de la Hércules haciendo fuego todo el tiempo que este buques estuvo varado en el canal de Martín García, sufriendo el fuego de los enemigos, él finalmente subió el río en conformidad de las órdenes para un segundo ataque con los enemigos, que tuvo lugar delante del Arroyo de la China, donde murió."
Ocho días antes de su partida, Spiro había casado con María Troli, de catorce años de edad. El 27 de agosto de 1814 la viuda solicitó pensión al gobierno que una vez acordada, en noviembre de 1814 comenzó a cobrar: 8 pesos oro mensuales como viuda del benemérito de la patria.
La Armada Argentina en su honor bautizó a dos de sus naves con su nombre: el Rastreador A.R.A “Spiro” que entró en servicio en el año 1938 y la corbeta MEKO 140 ARA “Spiro”, incorporada a la Armada Argentina en 1987.
En 2021, al cumplirse el Bicentenario de la independencia de Grecia 1821/2021, el presidente de la comisión de homenaje permanente a los marinos griegos héroes de Argentina, César Villamayor Revythis, bautizó un aula con el nombre de "Pedro Samuel Spiro" en la Escuela Nº3 Distrito Escolar 16 "Grecia" del barrio de Agronomía, Ciudad Autónoma de Buenos Aires.